# IC Manage
IC Manage é uma empresa de software de gerenciamento de dados para empresas de semicondutores gerenciarem suas bases de dados de projetos de circuito integrado entre as equipes do projeto. IC Manage também fornece software empresarial em grande escala para os clientes da Perforce Software. A empresa fornece estrutura de fluxo de trabalho Application Specific Integrated Circuit (IC Design) para circuito analógico e circuito digital.

## História
Em 2004, o IC Manager apresentou a versão beta de seu software de gerenciamento de dados de projetos comerciais que fornece controle de versão, gerenciamento de configuração e rastreamento de bug. O software de gerenciamento de projetos incluiu uma interface gráfica do usuário da companhia Cadence Design, e trabalha tanto com a base de dados da Cadence quanto do OpenAccess. O sistema rastreia apenas os arquivos modificados e metadados armazenados sobre revisões e configurações em um banco de dados relacional separando os dados do projeto.
Em 2007, o IC Manage lançou o Global Design Platform (GDP), sistema de gerenciamento de dados de projetos. O GDP possui um componente de rastreamento bi-direcional para revisões e derivados de Aplicações de circuitos integrados, mediante da mescla, combinação e reutilização dos componentes e semicondutores de propriedade intelectual, através de projetos de sites locais e remotos, rastreando defeitos e sincronizando espaço de trabalho, assim como um designer reporta, fixa, ou verifica um bug no software.
Em 2007, a Nvidia fabricou mais de 100 chips que utilizavam o software da IC Manage durante seu projeto.
O conteúdo do software IC Manager foi mencionado como uma tecnologia que permite que as empresas de semicondutores possam fazer o trabalho de design, através de localizações geográficas locais e remotas como parte de uma tendência para terceirização de mão de obra em projetos para outros países em 2009. O software da IC Manager cria um ambiente de trabalho que abstrai os dados do projeto a partir da organização de diretório subjacente.
O site Deepchip.com ranqueou IC Manage IP Central como o #1 item para ver na conferência anual da Design Automation conference de 2011.
De 2010 a 2014, o IC Manage foi incluído na lista "What to See at Design Automation Conference" da GarySmith EDA, empresa de análise. Em 2010, o IC Manage foi incluído na lista de "ferramentas empresariais," em 2011, na lista de "gestão de design," em 2012 e 2013, na lista de "projetos de depuração," e em 2014, na lista de "ferramentas empresariais."
Em 2014, o IC Manage foi selecionado pelo Deloitte Fast 500, ranque das 500 empresas que mais crescem em tecnologia, mídia, telecomunicações, ciências e TI verde na América do Norte. O IC Manage cresceu 178% durante o período de 4 anos, de 2008 a 2012.

## Produtos
- Global Design Platform (GDO) foi lançado em abril de 2007 e é um sistema de gerenciamento de dados de projeto.[3]
- IP Central/IP PRO foi lançado em Junho de 2011, o IP Central é uma plataforma direcionada para projetos e times de verificação de reutilização de IP, incluindo a publicação, compartilhamento, integração e revisão de partes internas e terceiras de IP, assim como rastreamento de dependência de erros do IP.[13]
- IC Manage Views, lançado em maio de 2012, o software de aceleração de espaço de trabalho, sistema de arquivos apresenta uma visão completa do espaço de trabalho virtual e a transferência de dados sob demanda para arquivos locais cache.[14]

## Aplicações dos clientes
Broadcom, AMD e Nvidia, sobre o IP Reuse. Em 2012, no Design Automotation Conference, três clientes da IC Manage apresentaram as melhores práticas e utilização do software para reutilização de IP, incluindo: mandatos de cima para baixo para frequente check-ins, seguindo uma metodologia derivada, colocando os IPs em bibliotecas no projeto, IPS independente bloqueados dentro de uma biblioteca e IP orientado a especificação.
Altera, Cambridge Silicon Radio e Xilinx sobre o IP-based Design e o Verification Reuse. Em 2013, no Design Automation Conference de 2013, três clientes discutiram seus projetos e abordagens de verificação utilizando IC Manage: Usando um repositório de dados para todos os projetos, reutilizando e simulando test benche, ligando o sistema de rastreamento de bugs e o sistema de gerenciamento de dados, fazendo verificações do IP, desenhando pela função de alto nível de bloqueio, ao invés de chips, minimizando modificações do IP e restringindo o acesso do IP.